# معسكر اعتقال وارسو
معسكر اعتقال وارسو هو معسكر اعتقال ألماني في بولندا المحتلة خلال الحرب العالمية الثانية، وأُسس على قاعدة سجن غيشوفكا غير الموجود حاليًا، وما يعرف حاليًا بحي مورانوف في وارسو. تأسس بأمر من قائد القوات الخاصة النازية هاينريش هيملر، وشُغّل من يوليو 1943 إلى أغسطس 1944.
بُني معسكر اعتقال وارسو على أنقاض غيتو وارسو، وشُغّل لأول مرة كمعسكر، ولكن خُفّضت مكانته إلى فرع لمعسكر اعتقال مايدانيك في مايو 1944. بدأ النازيون في إخلاء المعسكر في أواخر يوليو من ذلك العام، بسبب اقتراب الجيش الأحمر من وارسو. أُجبر حوالي 4000 نزيل على الذهاب سيرًا على الأقدام إلى كوتنو، والتي تقع على بعد 120 كم (75 ميلًا)، ثم نُقل أولئك الذين نجوا إلى داخاو.
استولت كتيبة زوشكا على معسكر اعتقال وارسو في 5 أغسطس عام 1944 خلال انتفاضة وارسو، وحُرر 348 يهوديًا قد بقوا في مبانيها. وكان المعسكر الألماني الوحيد في بولندا والذي حررته قوات المقاومة المناهضة للنازية، بدلًا من قوات الحلفاء. استمرت الإدارة الشيوعية الجديدة في إدارة المباني كمعسكر للعمل القسري بعد أن طرد الجيش الأحمر الألمان بشكل نهائي من وارسو في يناير 1945، ثم أدارته كسجن، حتى أُغلق في عام 1956. هُدمت جميع مباني المعسكر في عام 1965.
يرد في موسوعة المعسكرات والأحياء اليهودية أن عدد المحتجزين هناك كان حوالي 8000-9000 نزيلًا، بينما يقدر بوغوسلاف كوبكا العدد بما لا يقل عن 7250 سجينًا، باستثناء 300 كانوا يهودًا من دول أوروبية مختلفة، لا سيما من المجر واليونان. استُغلّوا في العمل القسري لتنظيف أنقاض غيتو وارسو ولإيجاد أي أشياء ثمينة باقية على أراضيه وفرزها، ومن أجل تحقيق الهدف النهائي المتمثل في إنشاء حديقة في منطقة الغيتو السابق. كما استخدمت الإدارة الألمانية المعسكر والآثار المجاورة كمكان للإعدام، وكان الضحايا من السجناء السياسيين البولنديين، واليهود الذين قُبض عليهم في «الجانب الآري» وبشكل عام الأشخاص الذين اعتُقلوا في شوارع وارسو. توفي حوالي 4000-5000 سجين أثناء تشغيل المعسكر، بينما يقدر إجمالي عدد القتلى في المخيم بحوالي 20000 قتيل.
دارت نظريات المؤامرة حول المعسكر الذي لعب-نسبيًا- دورًا ثانويًا في الهولوكوست، والتي روجت لها لأول مرة ماريا ترزينسكا، وهي قاضية بولندية خدمت لمدة 22 عامًا كعضوة في اللجنة الرئيسية لمحاكمة الجرائم ضد الأمة البولندية. وقد دحض المؤرخون المعاصرون هذه النظرية التي تؤكد أن معسكر وارسو كان معسكر إبادة بغرف غاز عملاقة بُنيت في نفق بالقرب من محطة سكة حديد وارسو زاكودنيا وأن 200000 من البولنديين غير اليهود أُبيدوا في الموقع.

## نبذة تاريخية
في فبراير 1943، أمر هاينريش هيملر بوضع اليهود المحليين في معسكر للمساعدة في إخلاء حي وارسو اليهودي بعد هدمه. ومع ذلك، أحبط القتال الشرس أثناء انتفاضة غيتو وارسو هذه الخطة. بعد هزيمة الانتفاضة في أبريل، رُحل اليهود الناجين إلى معسكرات في المنطقة المجاورة من لوبلين، وأُرسلوا إلى معسكر تريبلينكا، أو قُتلوا دون سابق إنذار. أُنشئ معسكر الاعتقال في يوليو 1943، لكن السجناء اليهود لم يكونوا من وارسو بل من معسكرات الاعتقال الأخرى في أوروبا. يقع المخيم في سجن الجستابو، وهو المبنى الوحيد الذي بقي على حاله في الحي اليهودي.
بحلول مايو 1944 أصبح المسكر مخيم فرعي من معسكر اعتقال مايدانيك، وكان اسمه «معسكر اعتقال لوبلين – معسكر أشغال وارسو». وفقًا لبعض المصادر، جاء ذلك بسبب ترحيل السجناء إلى معسكرات أخرى وكذلك اقتراب الجيش السوفيتي من وارسو. يزعم بوغسلاف تاديوس كوبكا، أن الفساد المنتشر بين موظفي المخيم أجبر سلطات قوات إس إس على اعتقال قائد المعسكر نيكولاوس هيربيت، ونقل الحراسة بالكامل إلى ألمانيا، ونتيجة لذلك، نُزع المخيم من وضعه القانوني المستقل.
خُطط لإغلاق المعسكر في 1 أغسطس 1944، وفي ضوء التقدم السوفيتي أُغلق في يوليو. في يوليو 1944، أُرسل معظم السجناء، البالغ عددهم نحو 4500، في المواكب الجنائزية إلى كوتنو (أول موكب جنائزي نازي نُظم في الحرب)، سار بعضهم نحو 30 كيلومترًا في اليوم مع مقتل العديد في الطريق. من كوتنو، حُشروا في قطار (100 رجل في عربة نقل بدون حصص طعام) متجهين إلى معسكر اعتقال داخاو. نجا نحو 4000 شخص في الرحلة إلى داخاو. قُتل نحو 200 شخص من أكثر السجناء إرهاقاً قبل المسيرة، وتطوع 300 سجين بالبقاء لإزالة المخيم.
بقي نحو 350 سجينًا يهوديًا خلال انتفاضة وارسو في أغسطس وحُرروا في 4 أغسطس 1944 من قبل القوات البولندية. كان من بينهم عشرات اليهود (كان هناك أيضًا 24 امرأة) الذين سجنوا في بياويك ونقلوا إلى المخيم في 31 يوليو. شاركت الغالبية العظمى من السجناء اليهود المفرج عنهم في الانتفاضة، ومات الكثير منهم خلال القتال. وكان معظم المفرج عنهم من اليهود اليونانيين والمجريين، مع بعض التشيكوسلوفاكيين واليهود الهولنديين الذين لا يعرفون سوى القليل من اللغة البولندية. تضررت المعنويات بين المقاتلين اليهود من خلال إظهار معاداة السامية، حيث قُتل العديد من السجناء اليهود السابقين في وحدات قتالية من قبل البولنديين المعادين للسامية، خاصة المرتبطين بالقوات المسلحة الوطنية. بعد هزيمة الانتفاضة، فر الناجون أو اختبأوا في المخابئ، كان هناك نحو 200 ناجٍ يهودي (سجناء سابقون ويهود اختبأوا في الجانب «الآري») عندما دخل السوفيت وارسو في 17 يناير 1945. يروي كتاب «المخبأ» لنزيل المخيم تشارلز جولدشتاين تجربته في المخيم وبقاءه هناك.
في عمليات الإعدام في أنقاض حي وارسو اليهودي (حول معسكر الاعتقال وموقعه)، يقدر بوغسلاف تاديوس كوبكا أن الألمان قتلوا نحو 20,000 شخص بمن فيهم نزلاء المخيم، وقُبض على اليهود البولنديين مختبئين في «الجانب الآري» من وارسو، و السجناء السياسيون البولنديون. كما احتُسب اليهود الذين كانوا يختبئون في أنقاض الحي اليهودي واكتُشفوا (أُطلق عليهم النار لاحقًا) أثناء أعمال الهدم، بين ضحايا معسكر وارسو.
يقدر معهد إحياء الذكريات الوطنية عدد البولنديين الذين قُتلوا في موقع المعسكر وأعدموا في محيطه بنحو 10,000. في مقدمة دراسة كوبكا حول معسكر اعتقال وارسو، كتب جان شارين : «في السنوات 1943-1944 في مكان المعسكر قُتل – كما يبدو – ما لا يقل عن 20,000 سجين، من بينهم نحو 10,000 بولندي».

## عمليات الإعدام
قُبض على نزلاء المعسكرات والبولنديين اليهود مختبئين في «الجانب الآري» من وارسو أو في أنقاض الغيتو بين عامي 1943-1944، وأُعدم السجناء السياسيين البولنديين (نزلاء باويك) والرهائن البولنديين الذين أُسروا خلال عمليات الاعتقال (المداهمة) في الشوارع، في أنقاض الحي السابق الذي كان يحيط بالمخيم. ونُفذت عمليات الإعدام هذه بشكل شبه يومي وفي بعض الأيام أُعدم العشرات أو حتى المئات من البولنديين واليهود هناك، ثم أحرقت الجثث، أولًا في محارق الهواء الطلق ثم لاحقًا في محرقة الجثث في المخيم.
حلت أنقاض الغيتو محل مواقع الإعدام السابقة، والتي شُغّلت في الريف حول وارسو، مثل غابة كامبينوس (موقع مذبحة بالميري). إن قرب سجن باويك وعزلة الغيتو السابق عن بقية المدينة، جعلهما- من المنظور الألماني- مكانان أكثر ملاءمةً لعمليات القتل الجماعي. عمل أفراد من طاقم معسكر وارسو مع تشكيلات من قوات الأمن الخاصة النازية وشرطة النظام ووحدات ساندركوماندوس في وارسو في عمليات الإعدام. وُظّفت وحدة خاصة من ساندركوماندوس مكونة من السجناء اليهود في معسكر وارسو للتخلص من جثث الضحايا، وقُتل أعضاء تلك الكتيبة بعد إكمال المهمة غالبًا.
يُصعب تحديد العدد الدقيق لضحايا الإعدامات في الأنقاض منذ أن أُتلفت الوثائق المتعلقة بالمعسكر أثناء إخلائه. يقدّر بوغوسلاف كوبكا ويان جارين عدد ضجايا المعسكر بحوالي 20.000 قتيلًا، نصفهم من البولنديين. يشمل العدد وفيات السجناء وكذلك ضحايا عمليات الإعدام ضمن المعسكر وحوله، ومن بينهم سجناء سياسيون بولنديون ويهود بولنديون قُبض عليهم مختبئين في «الجانب الآري» من وارسو أو في المنطقة المحظورة في غيتو وارسو السابق. أوضح كوبكا لاحقًا احتمالية أن يكون حوالي 10000 شخص قد ماتوا في المعسكر نفسه. تقدم موسوعة المعسكرات والأحياء اليهودية تقديرًا أقل يتراوح بين 4000-5000 شخص، مع احتساب أسرى معسكر وارسو فقط، بينما اقترح فاجي وكادار تقديرًا يتراوح بين 3400-5000 سجين.

## الإخلاء والتحرير
قرر الألمان في صيف عام 1944 ومع اقتراب الجيش الأحمر إخلاء السجون والمعسكرات في وارسو، وبحلول نهاية شهر يوليو، طالب قائد معسكر الاعتقال الوقائي هاينز فيلين جميع السجناء الذين لن يتمكنوا من تحمل المسير بالتجمع، ووعد المرضى والمرهقين بنقلهم في عربات خيول، وفي 27 يوليو، أُطلق النار على جميع من استجابوا لطلب مدير المعسكر. كما قُتل في اليوم نفسه جميع المرضى في مستوصف المعسكر. وبذلك كان مجموع من قتل نتيجة هذه الأعمال حوالي 400 سجين، بمن فيهم 180 مجريًا على الأقل.
بدأ إخلاء معسكر الاعتقال في وارسو في 28 يوليو. ثم أُجبر حوالي 4500 نزيل على السير إلى كوتنو الواقعة على بعد 120 كم (75 ميل) من المعسكر، في جو حار للغاية. لم يحصل السجناء على ماء ولا طعام خلال المسير الذي استمر ثلاثة أيام، كما أن الحراس قد قتلوا كل من لم يتمكن من المضي قدمًا أو كان بطيئًا جدًا في تنفيذ الأوامر. عُبّئ الناجون في عربات شحن في 2 أغسطس، في الوقت الذي أدت فيه الظروف السيئة وقسوة الحراس إلى زيادة عدد القتلى من السجناء. وصل حوالي 3954 سجينًا في النهاية إلى معسكر اعتقال داخاو في 6 أغسطس، من بينهم حوالي 280 يهوديًا يونانيًا قد وصلوا في بداية إنشاء المعسكر.
يرد في موسوعة المعسكرات والأحياء اليهودية أن 500 سجين على الأقل قد لَقوا حتفهم أثناء العملية، بينما يقدر كوبكا الرقم بحوالي 2000 سجين. نُقل معظم السجناء بعد ذلك إلى معسكرات داخاو الفرعية في مولدورف وكوفرينغ وآلاتش كارلسفيلد، بينما أُرسل عدد قليل منهم إلى معسكر اعتقال فلوسنبرج الفرعي في ليتمريتز (ليتوميريتسه حاليًا في جمهورية التشيك).
بقي معسكر وارسو مُشغَّلًا في تلك الأثناء، بوجود تسعين فردًا من قوات الأمن الخاصة، وحوالي 400 متطوع من السجناء الذي بقوا لهدمه. وكان من بينهم حوالي 300 سجين أصلي، بالإضافة إلى عشرات السجناء اليهود من باويك (38-100 شخص، بينهم 24 امرأة) والذين نُقلوا إلى معسكر وارسو في 28 يوليو.
بدأ جيش الوطن انتفاضته ضد الألمان في وارسو في 1 أغسطس. استولت قيادة الكيديو (قيادة التخريب) التابعة لجيش الوطن في وارسو بقيادة الملازم ستانيسلاف يانوش سوسابوفسكي «ستاسينيك» (ابن ستانيسلاف سوسابوفسكي) على مستودعات فافن إس إس في شارع ستافكي (نقطة الشحن) ومدرسة في شارع نيسكا القريب، وأطلقوا سراح حوالي 50 سجينًا من العاملين في معسكر وارسو. سيطر جيش الوطن في تلك الأثناء جزئيًا على منطقة «المعسكر الجديد» الواقعة بالقرب من شارع أوكوبوا. تراجع طاقم معسكر الاعتقال والسجناء إلى مواقع الدفاع المحصنة في «المعسكر القديم» في ظل التقدم الذي حققه جيش الوطن.